# Mariano Peña
Mariano Peña García (Manzanilla, 1 de fevereiro de 1960) é um ator e dublador espanhol, mais conhecido por interpretar Mauricio Colmenero em Aída e, atualmente, Benito Benjumea em Allí abajo.